# Dolnji Vrh
Dolnji Vrh este o localitate din comuna Šmartno pri Litiji, Slovenia, cu o populație de 26 de locuitori.